# 下郭冼太庙
下郭冼太庙，位于中国广东省茂名市化州市下郭区，为化州市的一个县级文物保护单位，类型为古建筑，公布时间为1995年7月25日。
下郭冼太庙的历史年代为明代。